# Katarzyna Skorupa
Katarzyna Skorupa (Radom, 16 september 1984) is een Poolse volleybalster. Ze speelt als spelverdeler.

## Sportieve successen

### Club
Poolse Kampioenschap:
- 2010
- 2007, 2008, 2009
- 2005, 2011

Beker van Poolse:
- 2006, 2008, 2009

Super Beker van Poolse:
- 2010

Club Wereldkampioenschap:
- 2012

CEV Champions League:
- 2013, 2017
- 2014, 2016

Azerbeidzjan Kampioenschap:
- 2013, 2014

Italië Kampioenschap:
- 2015
- 2018

Super Beker van Turkije:
- 2015

Turkije Kampioenschap:
- 2016

Super Beker van Italiaanse:
- 2016, 2017

Beker van Italiaanse:
- 2017, 2018

## Individuele onderscheidingen
- 2008: "Most Valuable Player" en het beste spelverdeler Beker van Poolse
- 2009: Het beste spelverdeler Beker van Poolse
- 2011: Het beste spelverdeler Beker van Poolse